# Mariä-Himmelfahrt-Kirche (Kruklanki)
Bei der Mariä-Himmelfahrt-Kirche in Kruklanki (polnisch Kościół Wniebowzięcia Najświętszej Maryi Panny w Kruklankach) handelt es sich um einen in der Mitte des 18. Jahrhunderts errichteten verputzten Feldsteinbau. Bis 1945 war sie evangelisches Gotteshaus für die Kirchspielbewohner im damals ostpreußischen und Kruglanken genannten Dorf und ist heute die Kirche der römisch-katholischen Pfarrei im polnischen Kruklanki.

## Geographische Lage
Das Dorf Kruglanki liegt im Nordosten der polnischen Woiwodschaft Ermland-Masuren nordöstlich der Stadt Giżycko (deutsch Lötzen). Als eine von jetzt drei Kirchen steht die heute römisch-katholische Mariä-Himmelfahrt-Kirche im östlichen Ortsteil an der ulica 22 Lipca.

## Kirchengebäude
Eine erste Kirche entstand in Kruglanken 1575 im spätgotischen Stil. Auf ihren Fundamenten wurde 1753 ein chorloser verputzter Feldsteinbau errichtet, der 1874 einer aufwändigen Restaurierung unterzogen wurde. Im Süden des Kirchengebäudes war eine Vorhalle, im Osten eine Sakristei angebaut.
Der Kirchturm auf dem noch erkennbar alten Fundament wurde 1648 fertiggestellt, nachdem zwei Geschosse aufgesetzt und die Giebel aufgemauert worden waren. 1875 wurde er restauriert und nach Kriegsschäden 1914/15 wieder erneuert.
Der Kircheninnenraum ist dreischiffig angelegt. Über dem mittleren Kirchenschiff befindet sich ein hölzernes Tonnengewölbe, die Emporen dagegen haben flache Decken. Unter Verwendung eines älteren Altars und einer Kanzel (um 1610) wurde 1753 ein Kanzelaltar geschaffen. Aus der Zeit des beginnenden 17. Jahrhunderts stammt auch noch ein Kruzifix.
Das Geläut der Kirche bestand vor 1945 aus zwei Glocken.

## Kirchengemeinde

### Evangelisch (bis 1945)

#### Geschichtliches
Bereits in vorreformatorischer Zeit war Kruglanken ein Kirchdorf. Die lutherische Lehre hielt hier bald nach der Reformation in Ostpreußen Einzug, als auch die ersten evangelischen Geistlichen um 1540 ihren Dienst hier aufnahmen. Bis etwa 1816 amtierten hier zwei Pfarrer gleichzeitig.
Bis 1725 gehörte die Pfarrei Kruglanken zur Inspektion Rastenburg (polnisch Kętrzyn). Danach war sie bis 1945 Teil des Kirchenkreises Angerburg in der Kirchenprovinz Ostpreußen der Evangelischen Kirche der Altpreußischen Union. Im Jahr 1925 zählte die Kirchengemeinde insgesamt 4460 Gemeindeglieder, die in mehr als 20 Dörfern, Ortschaften und Wohnplätzen lebten.
Flucht und Vertreibung der einheimischen Bevölkerung ließen das Leben der evangelischen Gemeinde im jetzt Kruklanki genannten Kirchspiel nach 1945 zum Erliegen kommen. Heute leben nur noch sehr wenig evangelische Kirchenglieder hier. Sie gehören jetzt zur Pfarrei Giżycko (Lötzen) mit der Filialgemeinde in Pozezdrze (Possessern, 1938–1945 Großgarten) innerhalb der Diözese Masuren der Evangelisch-Augsburgischen Kirche in Polen.

#### Kirchspielorte
In das Kirchspiel Kruglanken waren neben dem Kirchdorf bis 1945 eingepfarrt:
| Name                  | Änderungsname 1938 bis 1945 | Polnischer Name    |  | Name             | Änderungsname 1938 bis 1945 | Polnischer Name  |
| --------------------- | --------------------------- | ------------------ |  | ---------------- | --------------------------- | ---------------- |
| Borken, Forst         |                             | Borki              |  | Mosdzehnen       | (ab 1930:) Borkenwalde      | Możdżany         |
| *Gansenstein          |                             | Brożówka           |  | *Neu Freudenthal |                             | Boćwinka         |
| Groß Eschenort        |                             | Jasieniec          |  | Neu Soldahnen    |                             | Nowe Sołdany     |
| Grunden               |                             | Grądy Kruklaneckie |  | Regulowken       |                             | Regułówka        |
| *Jesziorowsken        | Seehausen                   | Jeziorowskie       |  | *Siewen          |                             | Żywy             |
| Johannisthal          |                             | Janowo             |  | *Siewken         |                             | Żywki            |
| Katzerowken           | Katzenberge                 | Kaczorówko         |  | *Soldahnen       |                             | Sołdany          |
| Knobbenort            |                             | Podleśne           |  | *Soltmahnen      |                             | Sołtmany         |
| Kruglinner Wiesenhaus |                             |                    |  | Waldgut Lötzen   |                             | Knieja Łuczańska |
| Luisenhof             |                             | Żywki Małe         |  | *Willudden       | Andreastal                  | Wyłudy           |
| Hopfental             |                             | Chmielewo          |  | Wolfsbruch       |                             | Wyrzywilki       |

#### Pfarrer
An der Kirche in Kruglanken amtierten bis 1945 als evangelische Geistliche:
| - Matthias Richolovius, bis 1564 - Martin Kuchta, ab 1565 - Albert Danovius, bis 1574 - Adam Dolivianus, bis 1588 - Johann Kupzau, 1588–1589 - Andreas Reinicius, bis 1591 - Martin Gadzalius, ab 1593 - Johann Adami, 1630–1681 - Paul Surminski, 1655–1705 - Friedrich Mieczkowski, ab 1682 - Gottfried Reimer, 1699–1703 - Michael Itzko, 1703–1710 - Paul Bernhard Drigalski, 1706–1708 - Martin Pilkowius, 1708–1710 - N. Gorsepius, 1710 - Johann Sadowius, 1711–1718 - Albrecht Koslowski, 1712–1722 - Georg Kreutner, 1718–1756 - Christoph Strugul, 1723–1726 | - Johann Ungefug, 1726–1747 - David Sterling, 1740–1741 - Andreas Golendzio, 1744–1756 - Jacob Guttowski, 1749–1777 - Andreas Golendzio, 1756–1793 - Michael Bieber, 1777–1805 - Johann Milau, 1797–1816 - Michael Kalkowsky, 1806–1819 - Andreas Gottl. Paulini, 1816–1819 - Andreas Wilhelm Friczewski, 1819–1827 - Johann Jacob Stern, 1828–1850 - Jacob Preuß, 1840–1850 - Hermann Julius E. Wendland, 1850–1883 - Johann Michael Ebel, 1883–1884 - Johann Gottl. Richard Uszczeck, 1884–1897 - Otto Julius Reichmann, 1894–1898 - Ludwig E. Borkowski, 1898–1913 - Fritz Angermann, 1914–1934 - Karl Seifert, ab 1935 - Karl Lange, 1937–1944 |

#### Kirchenbücher
Von den Kirchenbuchunterlagen des Kirchspiels Kruglanken haben sich erhalten und werden bei der Deutschen Zentralstelle für Genealogie in Leipzig aufbewahrt:
- Taufen, Trauungen und Begräbnisse 1834 bis 1874.

### Römisch-katholisch (seit 1945)
Vor 1945 lebten nur wenige Katholiken im Gebiet von Kruglanken. Sie waren in die Pfarrkirche St. Bruno in Lötzen (polnisch Giżycko) eingepfarrt. Sie gehörte zum Dekanat Masuren II mit Sitz in Johannisburg (polnisch Pisz) im Bistum Ermland.
Nach dem Zweiten Weltkrieg siedelten sich in der Region kruklanki zahlreiche polnische Bürger an, die meisten von ihnen römisch-katholischer Konfession. Die bisher evangelische Dorfkirche in Kruklanki wurde zu ihren Gunsten enteignet und zu einem der römischen Liturgie angepassten Gotteshaus ausgestaltet. Es trägt den Namen „Mariä-Himmelfahrt-Kirche“. Im Jahre 1962 wurde hier eine eigene Pfarrei errichtet. Sie ist Teil des Dekanats Giżycko-św. Krzysztof (Christophorus) im Bistum Ełk (Lyck) der Römisch-katholischen Kirche in Polen.
Neben der römisch-katholischen Mariä-Himmelfahrt-Kirche gibt es in Kruklanki auch eine griechisch-katholische Kirche św. Jozafata Kuncewicza und eine polnisch-orthodoxe Kirche św. Dymitra.

## Verweise